# إليزه كورني
إليزه كورني (بالإنجليزية: Elsie Cornish)‏ هي حدائقية أسترالية، ولدت في 1887، وتوفيت في 20 أكتوبر 1946.